# Streptococcus thermophilus
Streptococcus thermophilus (nome oficial de Streptococcus salivarius subsp. Thermophilus · ) é uma bactéria Gram-positiva, facultativas, anaeróbicas. É um organismo que normalmente não forma esporos e é homofermentadora.
Streptococcus thermophilus é uma espécie de alfa-hemolítico do grupo viridans. Também é classificada como uma bactéria ácido láctica (LAB). Streptococcus thermophilus é encontrada no leite e produtos lácteos. Não se trata de um probiótico (ele não sobrevive no estômago) é geralmente usado na produção de iogurte.
É um microrganismo termofílico (a temperatura ótima de crescimento varia entre 37 e 42 °C) não se desenvolvem bem em temperaturas mais baixas, (18-20 °C), termotolerante (maior resistência a tratamentos aquecimento e pasteurização a 62°C durante 20-30 min.), homofermentadora.
É natural em muitas culturas para a produção de queijo (Asiago, Itálico, Montasio, Provolone, Muçarela, Gruyère, Emental, etc.) Ele é usado como um fermento em muitos produtos, a temperaturas superiores a 35°C e em muitos leites fermentados. É, juntamente com Lactobacillus bulgaricus, uma das duas componentes da microflora do iogurte.